# XP-15 (航空機)
XP-15 / XF5B
- 用途：戦闘機
- 製造者：ボーイング
- 運用者：アメリカ陸軍、アメリカ海軍
- 初飛行：1930年1月30日 [1]
- 生産数：2機（XP-15、XF5B各1）

ボーイング XP-15は、XP-9の後、アメリカ陸軍戦闘機としては2番目に製作された試作単葉戦闘機である。

## 設計と開発
本機は基本的に複葉戦闘機ボーイングP-12の単葉機型である。相違点は下翼を省略したことと、補助翼もふくめて全金属製構造を持っていたことである。XP-15はまた、左右独立した主脚を持ち、尾輪を備えていた。本機のボーイング社内呼称は「モデル202」である。
アメリカ陸軍はテストのために本機にXP-15という記号を与えたが、購入はせず、そのためNX270Vという民間機登録も保有していた。
初飛行は1930年1月に行われ、単葉に対応するためにはP-12Cタイプの垂直安定板をより大きなものにする必要があることが判明した。最高速度は最初のテストでは178 mph（285 km/h）だったが、尾翼面積を広げタウネンド・カウリングを装着することによって、8,000フィート（2,440m）の高度で190 mph（304 km/h）を記録した。一方上昇力は期待外れで、着陸速度も高かった。アメリカ陸軍航空隊はXP-15の生産発注を行わず、試作機は1931年2月7日にプロペラブレードの破損とエンジンの脱落事故によって破壊された。
海軍にもほぼ同じ「モデル205」が提案され、1930年2月に初飛行した。モデル205はアメリカ海軍から発注を受け、飛行テストは1932年に終了したが、それ以上の発注は受けなかった。XF5Bと名付けられた本機は、アメリカ海軍から呼称を割り当てられた最初の単葉機である。

## 使用国
- アメリカ合衆国 - アメリカ陸軍（XP-15）、アメリカ海軍（XF5B）

## 要目（XP-15）
- 乗員： 1
- 全長： 21 ft （6.40 m）
- 全幅： 30 ft 6 in （9.29 m）
- 全高： 9 ft 4.5 in （2.84 m）
- 翼面積： 157.3 ft2 （14.61 m2）
- 空虚重量： 2,052 lb （931 kg）
- 全備重量： 2,746 lb （1,246 kg）
- エンジン： プラット&ホイットニー SR-1340-D （525 hp） ×1
- 最高速度： 190.2 mph （306 km/h）
- 巡航速度： 160 mph （257 km/h）
- 航続距離： 420マイル （676 km）
- 上昇限度： 27,650 ft （8,428 m）
- 上昇力： 1,800 ft/min （9.15 m/秒）
- 武装： 7.62mm機関銃 2挺

## 参考図書
- Angelucci, Enzo  The American Fighter from 1917 to the present, 1987, Orion Books, New York
- Lloyd S. Jones, U.S. Fighters (Aero Publishers, Inc., 1975) pp. 48-49  ISBN 0-8168-9200-8